# Come Back Baby
„Come Back Baby” – bluesowa piosenka amerykańskiego muzyka Raya Charlesa. Została umieszczona jako dodatkowy utwór na wydaniu singla „I Got a Woman” w 1954 roku. Piosenka zyskała dużą popularność w rozgłośniach radiowych, a niedługo później również w notowaniach, zajmując m.in. 4. miejsce na liście Billboard R&B. 
W 1967 roku Aretha Franklin nagrała cover piosenki, który był szybszy od oryginału. Wersja ta została wykorzystana jako tło muzyczne w filmie dokumentalnym o jej życiu, wyemitowanym przez telewizję PBS.

## Informacje

### Wersja Raya Charlesa
- Wokal i fortepian: Ray Charles
- Instrumenty: Ray Charles Orchestra
- Producent: Jerry Wexler

### Wersja Arethy Franklin
- Wokal i fortepian: Aretha Franklin
- Dodatkowy wokal: Erma Franklin i Carolyn Franklin
- Instrumenty: Muscle Shoals Orchestra
- Producent: Jerry Wexler